# Abdelkader El Brazi
Abelkader El Brazi (ur. 5 listopada 1964 w Berkane, zm. 24 stycznia 2014 w Rabacie; arabski:عبد القادر البرازي) – marokański piłkarz występujący na pozycji bramkarza.
Grał w FAR Rabat i Ismaily SC. Rozegrał 26 spotkań w reprezentacji Maroka. Był w składzie Maroka na Mistrzostwach Świata w Piłce Nożnej w 1998 roku.